# Artuce Tella
Pour les articles homonymes, voir Tella.
Artuce Tella, né le 27 mars 1984 à Bafoussam, est un coureur cycliste camerounais. Il évolue au sein du SNH Vélo Club. 

## Biographie
Peintre et plasticien de profession, Artuce Tella est régulièrement sélectionné en équipe nationale du Cameroun.
En mars 2016, il s'impose en solitaire sur la dernière étape du Tour du Cameroun, après une échappée de près de 80 kilomètres. 

## Palmarès et résultats

### Palmarès par année
- 2013
  - La Transrégionale Camerounaise
- 2016
  - 8e étape du Tour du Cameroun
- 2018
  - 1re étape du Tour de Côte d'Ivoire
- 2019
  - Wake up Yaoundé :
    - Classement général
    - 1re (contre-la-montre) et 2e étapes

  - 4e étape du Tour de la République démocratique du Congo
  - 3e du Tour de Côte d'Ivoire
- 2021
  - 1re étape du Grand Prix Chantal Biya
  - 9e étape du Tour du Faso
  - 2e du championnat du Cameroun sur route
- 2022
  -  Champion du Cameroun sur route
  - 1re étape du Tour du Cameroun
  - Grand Prix Cimencam[3]
  - 3e du Tour du Cameroun
- 2023
  -  Champion du Cameroun sur route
- 2024
  - Grand Prix de la ville de Bouaké

### Classements mondiaux
| Année           | 2012 | 2013 | 2014 | 2015 | 2016 | 2017 | 2018 | 2019 | 2020 | 2021 |
| --------------- | ---- | ---- | ---- | ---- | ---- | ---- | ---- | ---- | ---- | ---- |
| UCI Africa Tour | 131e |      |      |      | 149e |      | 112e | 145e |      | 72e  |